# باربرا نوكس
باربرا نوكس (بالإنجليزية: Barbara Knox)‏ هي ممثلة بريطانية، ولدت في 30 سبتمبر 1932 في أولدم في المملكة المتحدة.

## وصلات خارجية
- باربرا نوكس على موقع IMDb (الإنجليزية)
- باربرا نوكس على موقع ميوزك برينز (الإنجليزية)
- باربرا نوكس على موقع قاعدة بيانات الفيلم (الإنجليزية)